# Mezní produkt

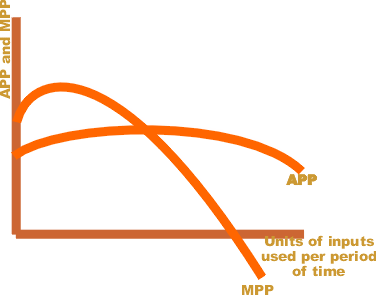

Mezní produkt (někdy též Mezní fyzický produkt) je změna celkové produkce při změně právě jednoho ze vstupů o jednu jednotku.
Klíčovým faktorem je změna právě jen jednoho ze vstupů. Ostatní vstupy musí zůstat stejné. Další popis vztahu vstupů do výroby a produkovaného výstupu řeší produkční funkce.
Mezní produkt se označuje zkratkou MP případně MPP. Označení vychází z anglického překladu Marginal product, případně Marginal Physical Product.

## Základní závislosti
Zvýšení jednoho ze vstupů do výroby znamená obvykle i zvýšení výstupu. Obvykle není růst produkce lineárně závislý na jednom ze vstupů. Každá následující změna stejného vstupu o jednotku vyvolává jinou změnu výstupu, tedy jiný mezní produkt. Neustálé zvyšování právě jen jednoho ze vstupů vede k poklesu mezního produktu. V některých případech dochází k zastavení přírůstku produkce, nebo dokonce i k jejímu snížení.

K tomu dochází když se jeden ze vstupů dostává do nepoměru s jinými vstupy. Zákonitosti ohledně mezního produktu popisuje i zákon klesajících výnosů.

### Příklad dosažení nulového mezního produktu
Příkladem pro přiblížení dosažení nulového MP je výroba dělníků na strojích, například soustruzích. Pokud budeme přidávat další stejné stroje, může docházet k přírůstku výroby. Počet strojů, které může obsloužit stejný počet pracovníků je ale limitován. To znamená, že při určitém počtu strojů se již výroba nezvýší a MP bude nula.

### Příklad s poklesem produkce
Ilustračním příkladem závislosti kdy zvyšováním vstupu může dojít k poklesu produkce je zvyšování množství hnojiva v rostlinné výrobě. Ve shodě s definicí zůstanou zachovány ostatní vstupy stejné. Tedy zkoumáme situaci, kdy bude stejný pozemek, stav půdy, počet pracovníků, osivo, atd.
Na počátku vede zvyšování objemu hnojiva k růstu produkce. Při opakování stejného zvýšení hnojení najdeme okamžik, kdy bude docházet již k menšímu zvýšení produkce a při určitém množství již ke zvýšení nedojde. Další zvyšování hnojiva povede dokonce k opačnému efektu a výsledná produkce se sníží.

## Matematické vyjádření
{\displaystyle MP={\frac {\mathrm {d} Y}{\mathrm {d} X}}}
| Symbol                        | Význam                                        |
| ----------------------------- | --------------------------------------------- |
| {\displaystyle MP}            | mezní produkt                                 |
| {\displaystyle \mathrm {d} Y} | změna produkce (výstupu)                      |
| {\displaystyle \mathrm {d} X} | změna vstupu (obvykle změna o jednu jednotku) |

V případě že přírůstek produkce je nulový, je MP nula.